# Estado de Kutch
Kutch (o también Cutch) fue un antiguo estado de la India, desde 1947 hasta 1956. Su capital era Bhuj. Su territorio ahora forma un distrito del estado indio de Guyarat. El estado tenía una población de 567 606 según el censo en 1951 y una superficie de 43 315 km².

## Historia
El estado de Kutch fue creado a partir del territorio del antiguo estado principesco de Cutch, cuyo gobernante Maharao Sri Vijayaraji se adhirió al Dominio de la India a partir del 15 de agosto de 1947.
La administración de Kutch después de su adhesión permaneció en manos de su exgobernante hasta su muerte el 26 de febrero de 1948, cuando entonces pasó a su hijo, Maharao Shri Meghraji. El 1 de junio de 1948 la administración fue transferida al Gobierno de la India en manos de un comisario en jefe.
Inicialmente Kutch funcionaba como una provincia. Tras la promulgación de la constitución de la India el 26 de enero de 1950, Kutch se convirtió en un estado de "tipo C", es decir, su administración estaba bajo el control directo del gobierno central de la India.
El 1 de noviembre de 1956, se reorganizó el estado de Bombay bajo el Acta de Reorganización de los Estados Indios, por medio de la cual absorbió diversos estados más pequeños, incluidos el estado de Kutch, que dejó de existir. Desde entonces constituye el distrito de Kutch del estado indio de Guyarat.